# Ајзенхитенштат
Ајзенхитенштат (њем. Eisenhüttenstadt) град је у њемачкој савезној држави Бранденбург. Једно је од 38 општинских средишта округа Одер-Шпре. Према процјени из 2010. у граду је живјело 32.214 становника. Посједује регионалну шифру (AGS) 12067120.

## Географски и демографски подаци
Ајзенхитенштат се налази у савезној држави Бранденбург у округу Одер-Шпре. Град се налази на надморској висини од 42 метра. Површина општине износи 63,4 km². У самом граду је, према процјени из 2010. године, живјело 32.214 становника. Просјечна густина становништва износи 508 становника/km².

## Међународна сарадња
| Мјесто       | Држава    | Врста сарадње | Од    |
| ------------ | --------- | ------------- | ----- |
| Глогов       | Пољска    | партнерство   | 1972. |
| Дранси       | Француска | партнерство   | 1963. |
| Димитровград | Бугарска  | партнерство   | 1958. |
| Извор        |           |               |       |